# Termitopisthes wasmanni
Termitopisthes wasmanni är en skalbaggsart som beskrevs av Schmidt 1911. Termitopisthes wasmanni ingår i släktet Termitopisthes och familjen Aphodiidae. Inga underarter finns listade i Catalogue of Life.